# (5588) Jennabelle
(5588) Jennabelle es un asteroide perteneciente al cinturón de asteroides descubierto el 23 de septiembre de 1990 por Brian P. Roman desde el Observatorio del Monte Palomar, Estados Unidos.

## Designación y nombre
Designado provisionalmente como 1990 SW3. Fue nombrado Jennabelle en homenaje a Jenna Belle Weathers Roman, abuela del descubridor. Jugó un papel destacado en su educación y su búsqueda de la astronomía.

## Características orbitales
Jennabelle está situado a una distancia media del Sol de 2,787 ua, pudiendo alejarse hasta 3,173 ua y acercarse hasta 2,401 ua. Su excentricidad es 0,138 y la inclinación orbital 12,35 grados. Emplea 1700,05 días en completar una órbita alrededor del Sol.

## Características físicas
La magnitud absoluta de Jennabelle es 12,6. Tiene 10,931 km de diámetro y su albedo se estima en 0,162. Está asignado al tipo espectral X según la clasificación SMASSII.